# Parak Betung
Parak Betung is een bestuurslaag in het regentschap Payakumbuh van de provincie West-Sumatra, Indonesië. Parak Betung telt 921 inwoners (volkstelling 2010).